# Air Guinee
Compagnie Nationale Air Guinée, posteriormente conhecida como Air Guinée Express, foi uma empresa aérea com sede em Conacri, Guiné, que tinha como principal base de operações o Aeroporto Internacional de Conacri.
Foi fundada após a independência do país em 1960, com o apoio da antiga União Soviética e da Checoslováquia, o que fez com que modelos de aeronaves Antonov tenham predominado em sua frota, inicialmente.
Serviu cerca de oito destinos domésticos, além de Abidjã, Bamaco, Dacar, Freetown, Lagos e Monróvia.

## História

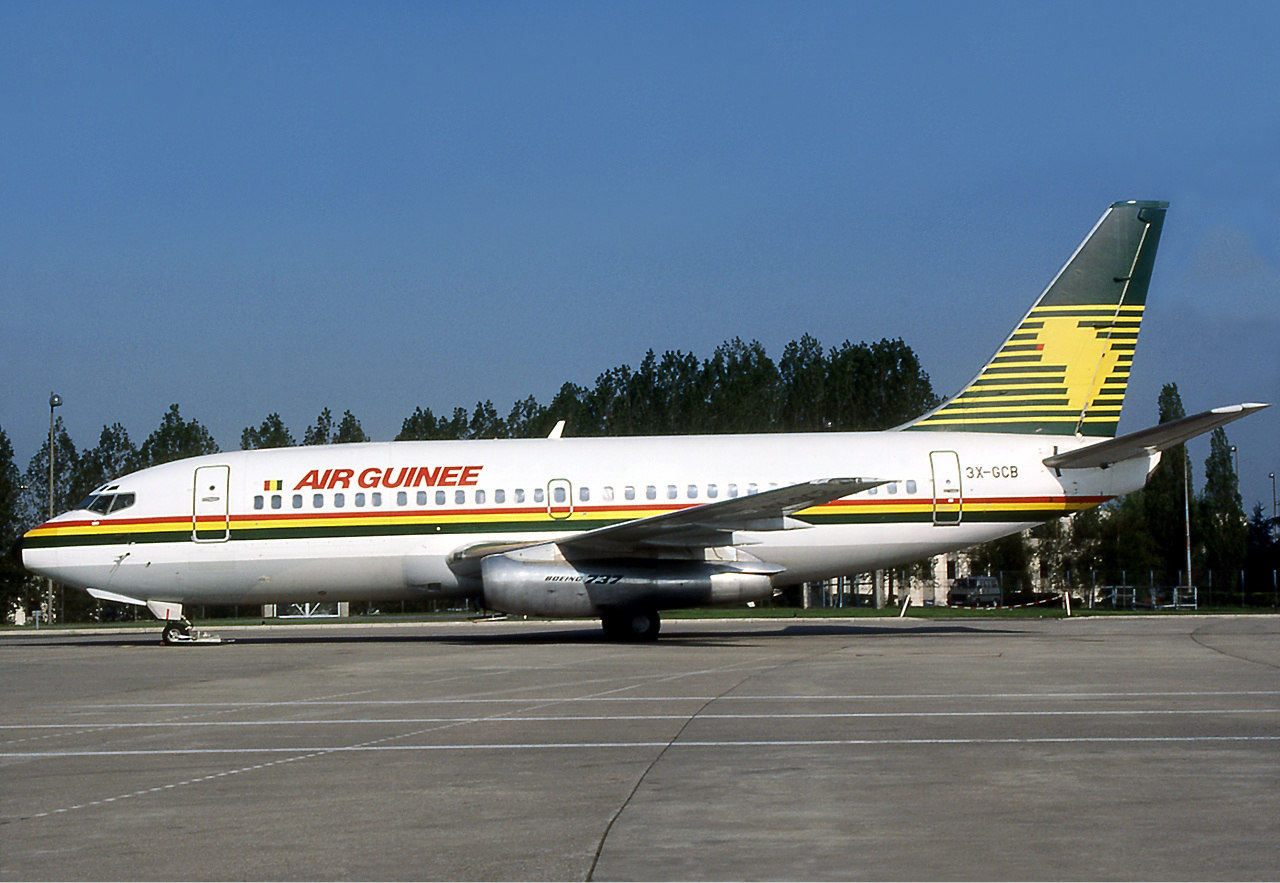
Uma aeronave Boeing 737-200 da Air Guinée, em julho de 1987.

Os primeiros serviços regulares de transporte aéreo comercial prestados na Guiné foram realizados por companhias aéreas da era colonial do país. A partir de sua independência, em 2 de outubro de 1958, o governo decidiu criar sua própria companhia aérea nacional, esforço que resultou na criação da Air Guinée, que se tornou a companhia aérea nacional do país, em outubro de 1960.
Inicialmente, a Air Guinée recebeu suporte técnico e aeronaves soviéticas, incluindo um Ilyushin Il-14, operado por tripulação checa. A nacionalização da empresa ocorreu em abril de 1961. Durante os primeiros anos de atividade, a empresa se concentrou no atendimento de rotas domésticas e regionais, ligando Conacri a cidades como Boqué, Cancã e Bamaco. Posteriormente, expandiu as operações para Dacar, Freetown e Monróvia. A empresa também tinha planos para realizar voos para Paris e Moscou, mas estes foram adiados por anos, devido à falta de acordos de direitos de tráfego e ao equipamento soviético, que se mostrou caro e problemático.
Visando superar os diversos desafios operacionais e financeiros, a Air Guinée buscou parcerias internacionais ao longo de sua história. Em dezembro de 1962, a Alaska Airlines foi contratada tanto para realizar serviços de gestão, quanto para fornecer aeronaves, mas o acordo durou apenas seis meses. Já em 1965, a Pan-American World Airways foi contratada para prestar assistência, acordo que também não se sustentou. A ajuda soviética foi retomada em vários e diferentes momentos.

A frota da Air Guinée foi diversificada ao longo do tempo, incluindo aeronaves soviéticas — como a Ilyushin Il-18, a Antonov An-24 e a Yakovlev Yak-40 —, americanas — Douglas DC-6, DC-4, Boeing 707, 727 e 737 —, e europeias — Airbus A300 e DHC Dash 7). A companhia enfrentou incidentes, como a queda de um Ilyushin Il-18D em 1978 e de um Antonov An-24B em 1980.